# Minibidion tricolor
Minibidion tricolor là một loài bọ cánh cứng trong họ Cerambycidae.